# Астероид класса T
Спектральный класс T — класс астероидов, имеющих низкое альбедо и красноватый спектр (с умеренным поглощением на длине волны 0,85 мкм), который похож на спектры астероидов P- и D-классов, но по наклону занимающий между их спектрами промежуточное положение. Поэтому минералогический состав астероидов T-, P- и D-классов считается примерно одинаковым и соответствующим безводным силикатам, богатым углеродом или органическими соединениями. К этому классу относятся астероиды с поверхностями частично изменёнными, вследствие столкновений или локальных нагреваний, что не приведших к их общему плавлению. На сегодняшний день не найдено метеорита со спектром, аналогичным этому классу астероидов.
Представители этого класса встречаются в средней и внешней частях пояса астероидов, а также за его пределами среди троянских астероидов Юпитера ((3317) Парис). Одним из примеров такого астероида является астероид (114) Кассандра.